# XEW-TV
A XEW-TDT (teljes neve szó szerint spanyolul: Las Estrellas „A csillagok” vagy „Sztárok csatornája”) a Televisa családi műsora. Mexikó vezető televíziócsatornája, és a világ vezető spanyol nyelvű adása. Székhelye Mexikó fővárosában, Mexikóvárosban található. Műsorkínálatában főképpen Televisa által előállított, telenovellákat továbbítják ezen a csatornán.
A Televisa Networks a Televisa csoport egyik leányvállalata, aminek közreműködésével, a
 Las Estrellas naponta sugároz az Egyesült Államok, Kanada, Közép- és Dél-Amerika, Európa, valamint Óceánia részére. Közvetlen versenytársa, Azteca 13 néven ismert kereskedelmi csatorna. A csatorna 2016. augusztus 22-én vette fel a Las Estrellas nevet.

## Története
1951. március 21-én kezdték el sugározni a baszk bevándorlók családjából származó Emilio Azcárraga Vidaurreta alapításával az  XEW-TV  Canal 2, más néven La Voz de la América Latina desde México („Latin-Amerika Hangja Mexikóból”) nevű csatornát.
1952. január 12-én Televicentro épülete megnyitotta kapuit.
A csatorna eleinte baseball játékokat közvetített a Parque Delta, (magyarul: Delta Park) későbbi nevén Parque del Seguro Social, (magyarul: Társadalombiztosítási Sport Parkból) Mexikóvárosban. A közvetítésben közreműködtek:  Roberto De la Rosa (operatőr), Roberto Kenny (producer), Germán Adalid és Pedro Septien.
Mára Mexikó vezető televíziócsatornája lett, műsorai telenovellákat, híradásokat, szórakoztató- és sportműsorokat tartalmaznak.
Las Estrellas, 2011. március 21-én ünnepelte 60 éves fennállását.

## Jelenleg sugárzott telenovellák és szériák
| Idősáv | Cím                                        | Első epizód        |
| ------ | ------------------------------------------ | ------------------ |
| 16:30  | Sin tu mirada (Tekinteted nélkül)          | 2017. november 13. |
| 18:30  | Hijas de la luna (Hold lányai)             | 2018. február 19.  |
| 20:30  | Tenía que ser tu (Te lehetsz az)           | 2018. március 12.  |
| 21:30  | Por amar sin ley (Törvénytelenül szeretni) | 2018. február 12.  |
| 00:00  | Teresa                                     |                    |

## 2016-os telenovellák
| Idősáv | Cím                              | Első epizód         |
| ------ | -------------------------------- | ------------------- |
| 17:00  | Álmodj velem (Despertar Contigo) | 2016. augusztus 8.  |
| 19:00  | Mámoros szerelem (Vino el amor)  | 2016. augusztus 8.  |
| 20:00  | Ana három arca (Tres veces Ana)  | 2016. augusztus 22. |
| 21:00  | La Candidata                     | 2016. november 21.  |
| 22:00  | Yago                             | 2016. augusztus 23. |

## Szlogenek
- 1972-1985: Sistema de televisión... Enlace con el mundo (Televíziós rendszer... ablak a világgal)
- 1986-1989: ¡Trabajando para usted! (Önnek dolgozunk)
- 1990-1991: Voz e imagen de América Latina (Latin Amerika hangja és képe)
- 1997-2005: Estamos contigo (Veled vagyunk)
- 2005-2016: Nuestro canal (A csatornánk)
- 2016 óta: Lo tienes que ver con las estrellas (Amit látnod kell a las Estrellas-szal)